# Nanyangosaurus
Nanyangosaurus zhugeii
Genre
Espèce
Nanyangosaurus est un genre éteint de dinosaures Ornithischia herbivores appartenant aux Hadrosauroidea qui vivait au Crétacé supérieur de l'actuelle province du Henan, en Chine.
En 1994, les restes de Nanyangosaurus ont été découverts près du village de Houzhuang, dans le comté de Neixiang au Henan,. L'espèce type, Nanyangosaurus zhugeii, a été décrite par Xu Xing, Zhao Xijin, Lü Junchang, Huang Wanbo, Li Zhanyang et Dong Zhiming en 2000. Le nom générique est dérivé de la ville de Nanyang. Le nom spécifique rend hommage à l'un des plus célèbres habitants historiques de cette ville, le légendaire stratège Zhuge Liang.

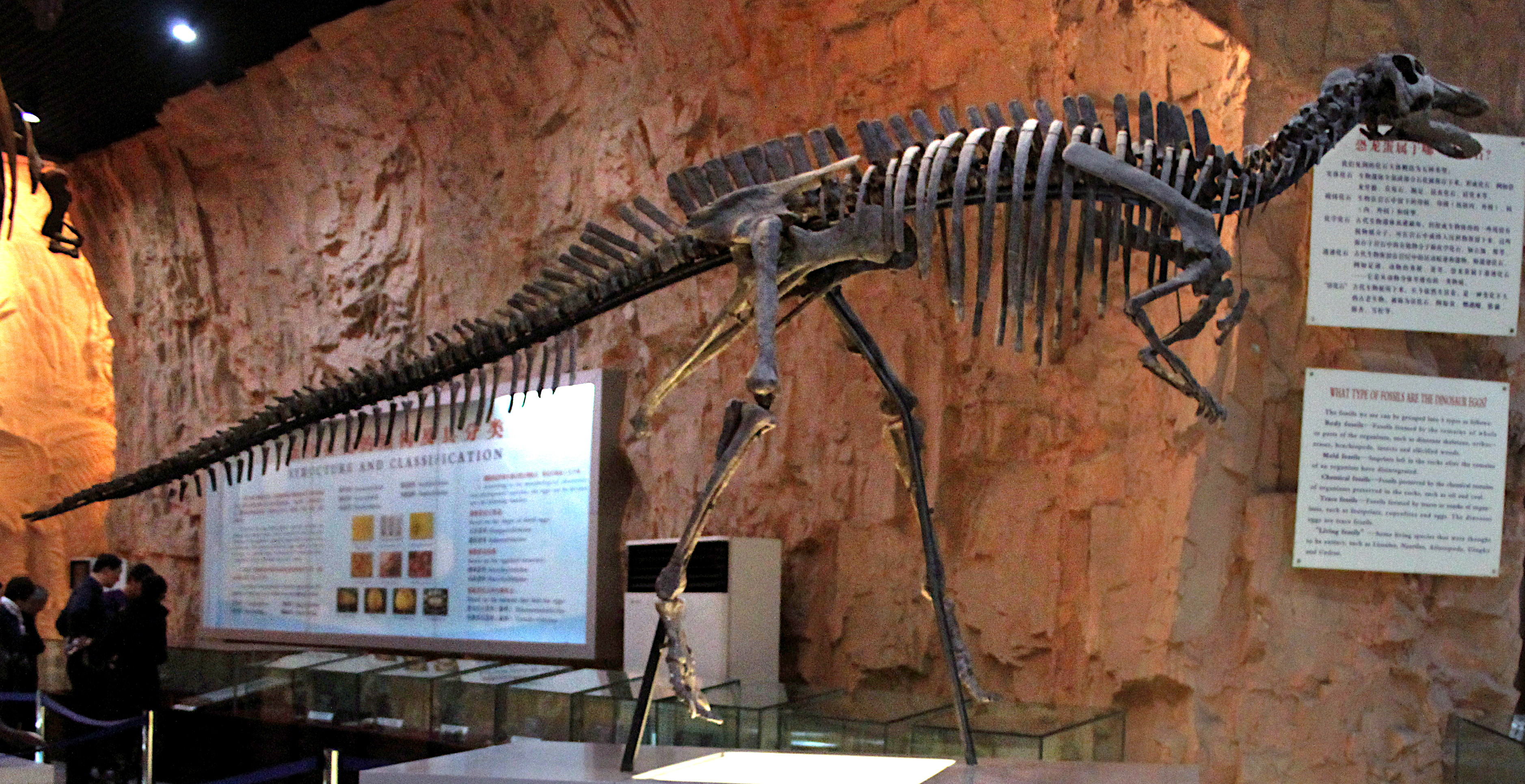
Squelette de Nanyangosaurus zhugeii

## Découverte et description
Le spécimen, l'holotype IVPP V 11821, a été excavé de la formation Xiaguan (en) datant des étages turonien-campanien. Il s'agit d'un squelette partiel dépourvu du crâne. Huit vertèbres dorsales, un sacrum de six vertèbres et une queue de trente-six vertèbres ont été conservés, ainsi qu'un ischium partiel, un membre antérieur et un membre postérieur. Les descripteurs considéraient que Nanyangosaurus était d'âge albien en raison de sa primitivité, mais on pense maintenant que l'horizon type est d'âge turonien-campanien d'après les fossiles de plantes et d'invertébrés.
Nanyangosaurus était un Euornithopoda plutôt petit avec une longueur estimée de quatre à cinq mètres. La longueur du fémur est de 517 millimètres. Les membres antérieurs étaient relativement longs avec une longue main. Le premier doigt de la main était complètement absent, y compris le premier métacarpien ; selon les descripteurs, il ne s'agissait pas d'un accident de conservation mais de la condition réelle de l'animal vivant. L'espèce n'aurait donc pas possédé la griffe du pouce typique de ses espèces apparentées.

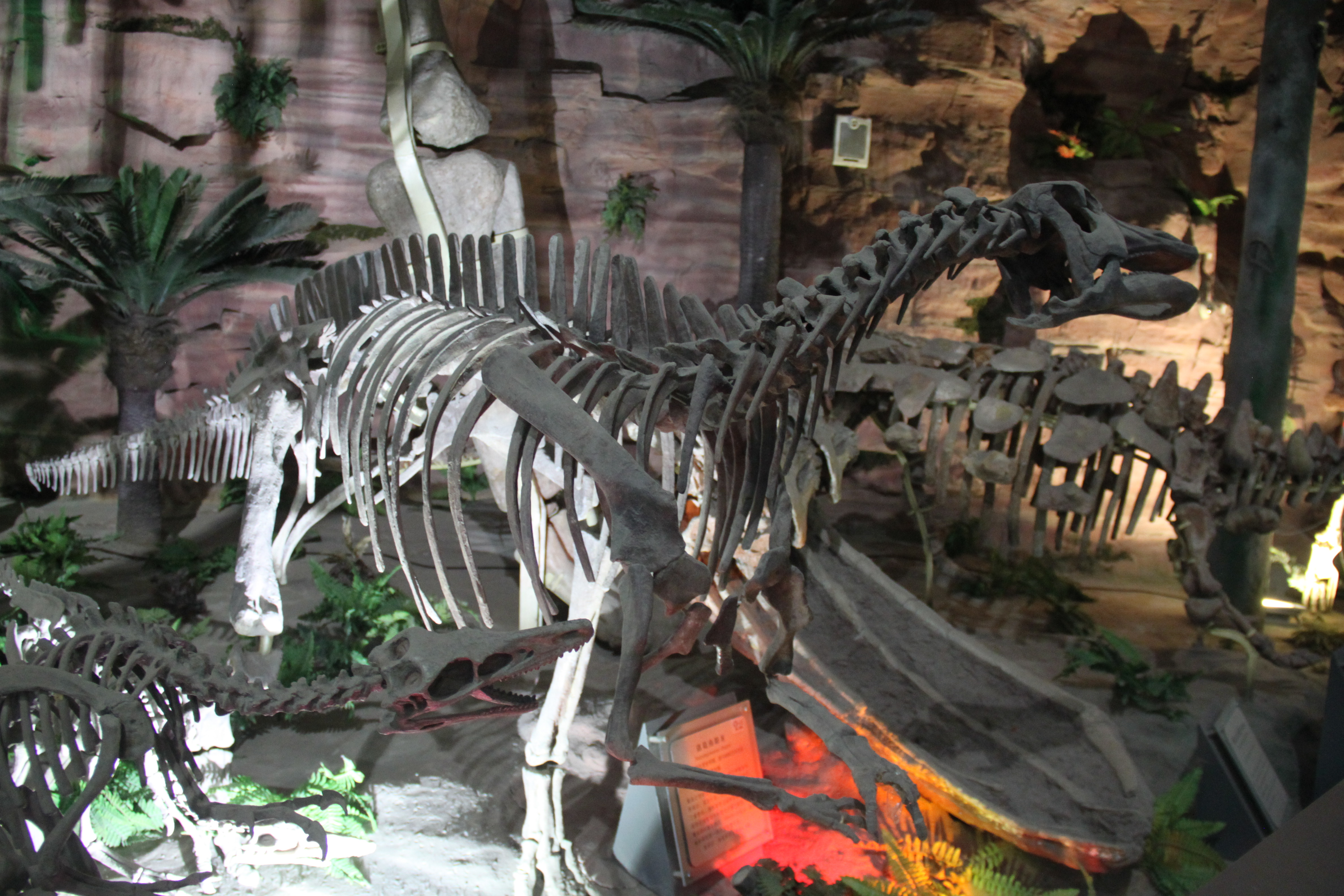
Squelette de Nanyangosaurus zhugeii

## Classification
Selon une analyse cladistique effectuée par les auteurs, Nanyangosaurus était un membre basal des Iguanodontia, plus dérivé que Probactrosaurus et étroitement lié aux Hadrosauroidea,. 